# Vilkaviškis
Vilkaviškis is een stad in het zuidwesten van Litouwen en ligt 25 kilometer ten noordoosten van Marijampolė, aan de oevers van de rivier Šeimena. De stad werd vernoemd naar de rivier de Vilkauja, een zijrivier van de Šeimena. 
De stad heeft stadsrechten sinds 1660.

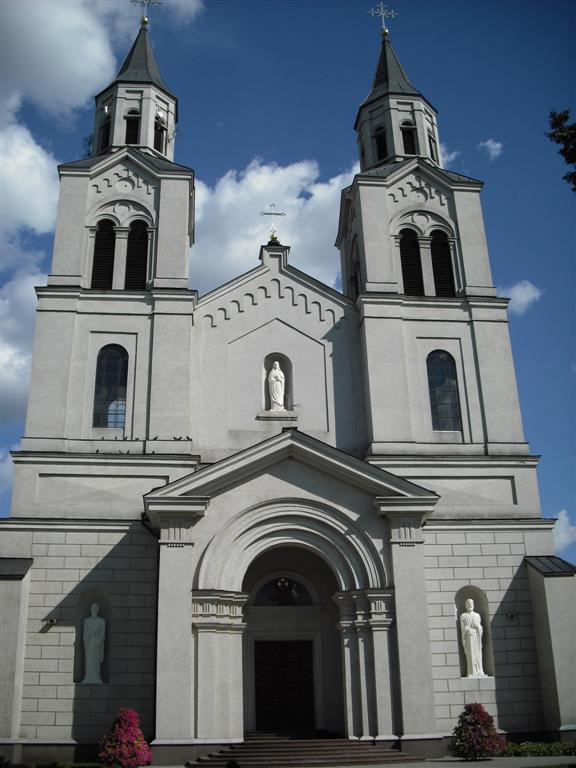
Kathedraal van Vilkaviškis
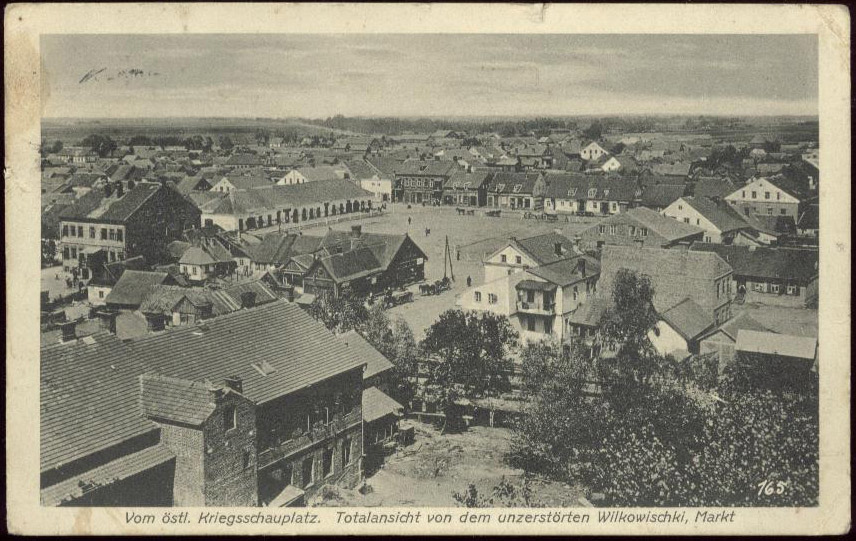
Ansichtkaart van Vilkaviškis uit 1916